# دیگری (فیلم ۱۹۹۹)
دیگری (عربی: الآخر) فیلمی در ژانر درام به کارگردانی یوسف شاهین است که در سال ۱۹۹۹ منتشر شد. از بازیگران آن می‌توان به نبیله عبید اشاره کرد.
این فیلم در بخش نوعی نگاه در جشنواره فیلم کن ۱۹۹۹ نمایش داده شد.